# 丹尼尔·查孔
丹尼尔·查孔（西班牙語：Daniel Chacón，2001年4月11日—），哥斯达黎加男子足球运动员。他曾代表哥斯达黎加国家队参加2022年国际足联世界杯，结果队伍止步小组赛阶段。